# 켈시 서와
켈시 서와(영어: Kelsey Serwa, 1989년 9월 1일~)는 캐나다의 프리스타일 스키 선수로 주 종목은 스키 크로스이다. 올림픽에 3회 참가했으며 2014년 동계 올림픽에서 은메달, 2018년 동계 올림픽에서 금메달을 획득했다. 또한 세계 선수권 대회에서 금메달 1개를 획득했으며, 프리스타일 스키 월드컵에서 금메달 8개를 획득했다.